# Firmus (Ägypten)
Firmus († 273?) war laut der Historia Augusta ein reicher römischer Kaufmann mit Verbindungen bis nach Indien. Er war ein Freund der Rebellin Zenobia von Palmyra und unterbrach durch eine von ihm angestachelte Revolte in Alexandria die Getreidelieferungen nach Rom. Kaiser Aurelian schlug die Revolte nieder und ließ Firmus töten. Tatsächlich war Firmus nie mehr als ein aktiver Unterstützer Zenobias; die Münzen mit seinem Porträt haben sich als Fälschungen herausgestellt.
Bei der Person des Firmus gibt es viele Unklarheiten, die auf die offensichtliche Vermischung von Wahrheit und Fiktion in der Historia Augusta zurückzuführen sind. Im Fall des Firmus sind diese Zweifel umso angebrachter, als die anerkannten Historiker Ammianus Marcellinus und Zosimos zwar Unruhen in Ägypten überliefern, einen Firmus jedoch nie erwähnen. Stattdessen entwickelten die Historiker zwei mögliche Theorien: Ein ägyptischer Papyrus jener Zeit erwähnt einen corrector namens Claudius Firmus. Diese Bezeichnung könnte sich auf einen Auftrag zur Niederschlagung von Unruhen in einer römischen Provinz beziehen; in diesem Fall wäre Firmus also kein Unruhestifter, sondern ein Unruheunterdrücker gewesen.
Die zweite Theorie besagt, dass die beschriebene Person des Firmus schlicht nicht existierte und dass der (anonyme) Autor der Historia Augusta sich von einem afrikanischen Rebellen namens Firmus unter Valentinian I. inspirieren ließ.